# Vita Heine
Vita Heine, née le 21 novembre 1984 à Riga, est une coureuse cycliste née lettone et naturalisée norvégienne le 1er juillet 2014.

## Biographie
Vita Heine est née en Lettonie, où elle a grandi. En juillet 2014, elle obtient également la nationalité norvégienne et court depuis avec une licence de ce pays. Elle commence à faire du vélo à l'âge de 28 ans. En 2014, elle rejoint l'équipe Hitec Products. Jusqu'en 2017, elle continue à travailler à temps partiel dans les sciences actuarielles chez Tryg Forsikring. Généralement, elle doit payer de sa poche les déplacements en stage ou sur les courses cyclistes et au lieu de rester dans des hôtels, elle dort dans un camping-car. 
En 2011, elle prend la troisième place du  championnat de Lettonie du contre-la-montre, puis la deuxième en 2013 et 2014. En 2016, elle remporte le 4.NEA en s'adjugeant le contre-la-montre de la première étape. Elle est deuxième du sprint de la deuxième étape, avant de s'imposer sur la troisième étape qui est la plus difficile.. En 2016 et 2017, elle devient quadruple championne de Norvège. 
En 2018, elle est à nouveau championne nationale sur route. La même année, elle prend la sixième place du Chrono Champenois en France et du Tour de Thaïlande. Aux championnats du monde sur route à Innsbruck, elle termine 24e du contre-la-montre individuel.

## Palmarès sur route

### Palmarès par années
- 2011
  - 3e du championnat de Lettonie du contre-la-montre
- 2013
  - 2e du championnat de Lettonie du contre-la-montre
- 2014
  - 2e du championnat de Lettonie du contre-la-montre
- 2016
  -  Championne de Norvège sur route
  -  Championne de Norvège du contre-la-montre
  - 4.NEA :
    - Classement général
    - 1re et 3e étapes

  - KZN Summer Series, Queen Nandi Challenge
  - KZN Summer Series, Queen Sibiya Classic
- 2017
  -  Championne de Norvège sur route
  -  Championne de Norvège du contre-la-montre
  - 2e du 94.7 Cycle Challenge
- 2018
  -  Championne de Norvège sur route
- 2019
  -  Championne de Norvège du contre-la-montre
  - 3e étape du Tour de Thuringe
  - Tour de Feminin - O cenu Ceskeho Svycarska :
    - Classement général
    - 3e étape secteur a (clm)

  - Chrono champenois
  - 2e du Chrono des Nations-Les Herbiers-Vendée
  - 3e du Tour d'Uppsala
  - 4e du championnat d'Europe du contre-la-montre
- 2020
  - 2e du championnat de Norvège du contre-la-montre

### Classements mondiaux
| Année                                 | 2011 | 2012 | 2013 | 2014 | 2015 | 2016 | 2017 | 2018 | 2019 | 2020 | 2021 | 2022 | 2023  |
| ------------------------------------- | ---- | ---- | ---- | ---- | ---- | ---- | ---- | ---- | ---- | ---- | ---- | ---- | ----- |
| Classement UCI                        | 387e | nc   | 422e | 231e | nc   | 87e  | 65e  | 80e  | 45e  | 118e | 135e | nc   | 1184e |
| UCI World Tour                        |      |      |      |      |      | nc   | 95e  | 232e | 103e | 97e  | 152e | nc   | nc    |
|                                       |      |      |      |      |      |      |      |      |      |      |      |      |       |
| Légende : nc = non classéSource : UCI |      |      |      |      |      |      |      |      |      |      |      |      |       |